# 畫廊站
畫廊站（英語：Gallery Place station）位於華盛頓特區西北区，是華盛頓地鐵的核心地鐵車站，自1976年12月15日營運至今，有紅線、綠線、黃線交會。本站於7街與F街路口、7街與H街路口、9街與G街路口設有出入口，唯一的升降梯位於F街以北的7街西側。本站位在第一資本體育館底下，服務範圍包含鄰近的華府華埠及潘恩区。本站與地鐵中心站十分接近。
本站最初的站名為畫廊站（Gallery Place），站名取自附近的國家肖像畫廊（National Portrait Gallery）及史密森美國藝術博物館（Smithsonian American Art Museum），至於「中國城」的名稱則是於1986年加註進來，1990年启用；直到2011年本站改回原名，但仍然将Chinatown「中國城」作为副标题。2000年，一座大型的中式扇子架設在7街與H街入口，名為「华裔之光」（The Glory of the Chinese Descendants）。

## 改進工程
長久以來，連接地鐵中心站和本站的地下人行通道計畫一直在進行著，2005年完成了「地鐵中心站－嘉丽里地道-中國城站人行通道研究」。
2004年起，本站便成為新招牌的測試地點，因此本站招牌數量遠多餘其他地鐵站，包含了閃光標示及地鐵系統內其他地方所見不到的招牌。2007年，在本站的上層月台進行了將紅色LED燈作為月台邊緣警告燈的測試，橘色LED燈則於2008年被紅色LED燈取代前，則在下層月台進行測試。

## 車站結構
| G              | 街道層             | 出入口                                                         |
| B1             | 夾層               | 單向閘機、售票機、車站詢問處                                   |
| B2 紅線月台    | 側式月台，右側開門 | 側式月台，右側開門                                             |
| B2 紅線月台    | 西行               | 往格羅夫納/涼蔭叢（地鐵中心）                                  |
| B2 紅線月台    | 東行               | 往銀泉/格蘭蒙特（司法廣場）                                    |
| B2 紅線月台    | 側式月台，右側開門 |                                                                |
| B3 綠/黃線月台 | 南行               | 往分支大道（國家檔案館） · 往亨廷頓站（國家檔案館）            |
| B3 綠/黃線月台 | 島式月台，左側開門 |                                                                |
| B3 綠/黃線月台 | 北行               | 往綠帶（維農山莊廣場） · 往維農山莊廣場/托騰堡（維農山莊廣場） |

## 車站週邊
- 加略山證道浸信會（Calvary Baptist Church）
- 福特劇院（Ford's Theater）
- 國際間諜博物館（International Spy Museum）
- 胡佛大廈（J. Edgar Hoover Building，聯邦調查局總部）
- 馬丁·路德·金恩紀念圖書館（Martin Luther King Jr. Memorial Library，華盛頓公共圖書館主要分館）
- 國家建築博物館（National Building Museum）
- 全國執法人員紀念館（National Law Enforcement Officers Memorial）
- 國家肖像畫廊（National Portrait Gallery）
- 史密森尼美國藝術博物館（Smithsonian American Art Museum）
- 威瑞森中心球場（Verizon Center；華盛頓巫師隊主場）
- 華盛頓會議中心（Washington Convention Center）
- 絨毛猛獁象劇院（Woolly Mammoth Theatre Company）

## 外部連結
- WMATA: Gallery Pl-Chinatown Station （页面存档备份，存于）
- StationMasters Online: Gallery Pl-Chinatown Station （页面存档备份，存于）
- The Schumin Web Transit Center: Gallery Pl-Chinatown Station (Upper Level)
- The Schumin Web Transit Center: Gallery Pl-Chinatown Station (Lower Level)